# Gyula Molnár
Pour les articles homonymes, voir Molnar.
Gyula Molnár, né le 17 août 1961 à Budapest (Hongrie), est un homme politique hongrois.

## Biographie
Il est député à l'Assemblée nationale entre 1994 et 2010 et maire du 11e arrondissement de Budapest entre 2002 et 2010.
Président du Parti socialiste hongrois à partir de 2016, il démissionne au lendemain des élections législatives de 2018, lors desquelles son parti réalise un mauvais score.

## Source
- (en) Cet article est partiellement ou en totalité issu de l’article de Wikipédia en anglais intitulé « Gyula Molnár » (voir la liste des auteurs).